# Frisésallat

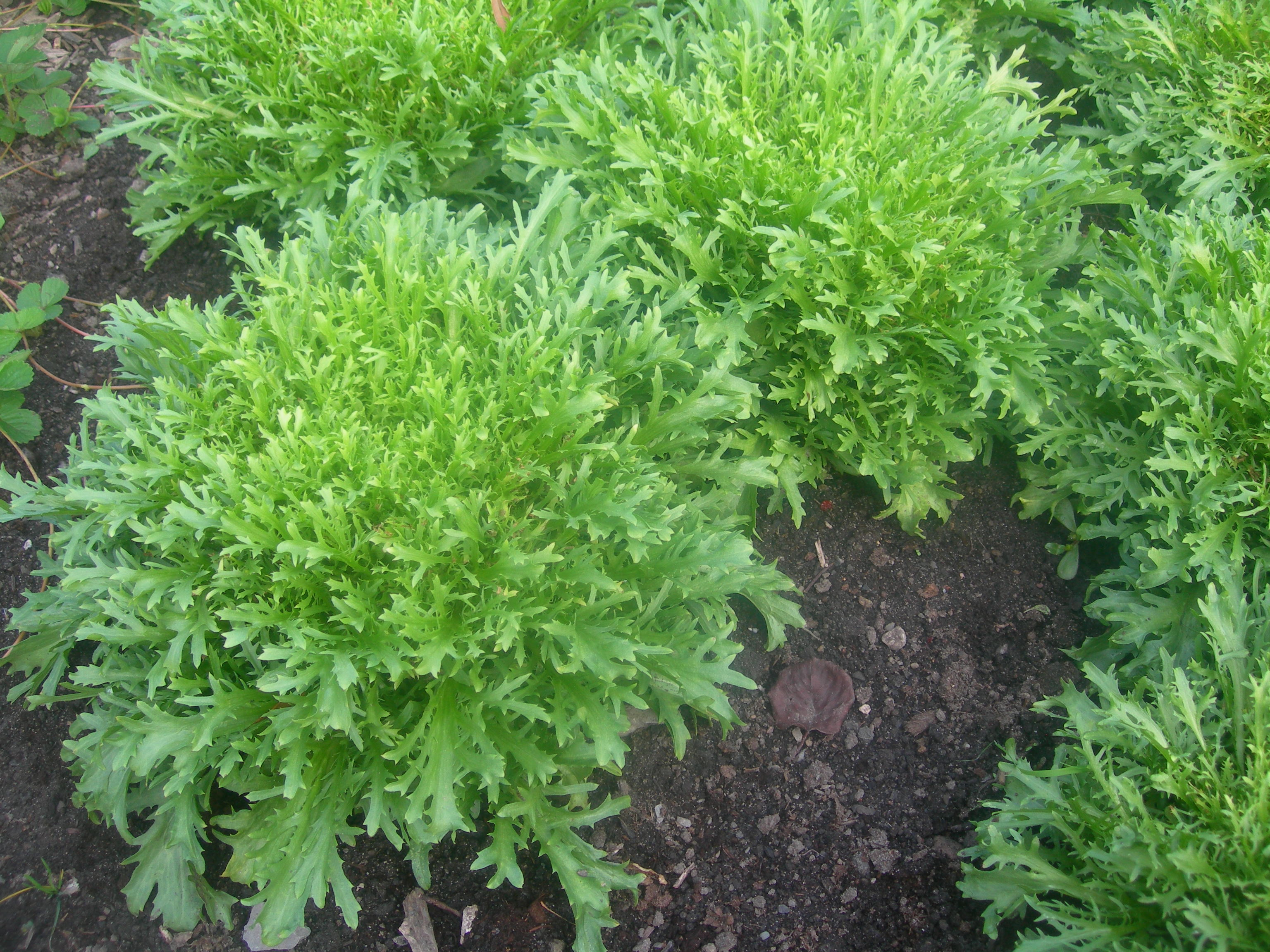
Frisésallat

Frisésallat (Cichorium endivia var. crispum) chicorée frisée efter det franska ordet för cikoria, är en sortgrupp inom sydcikoria.
Den liknar sallatshuvud, med tunna, långa, finflikiga blad som spretar åt alla håll. Sallaten är grön på bladen som sitter på utsidan och är gul på de späda bladen på insidan. Den är besk i smaken, som alla cikoriasallater. Den används i salladsblandningar och som dekoration.